# Volvo B5252

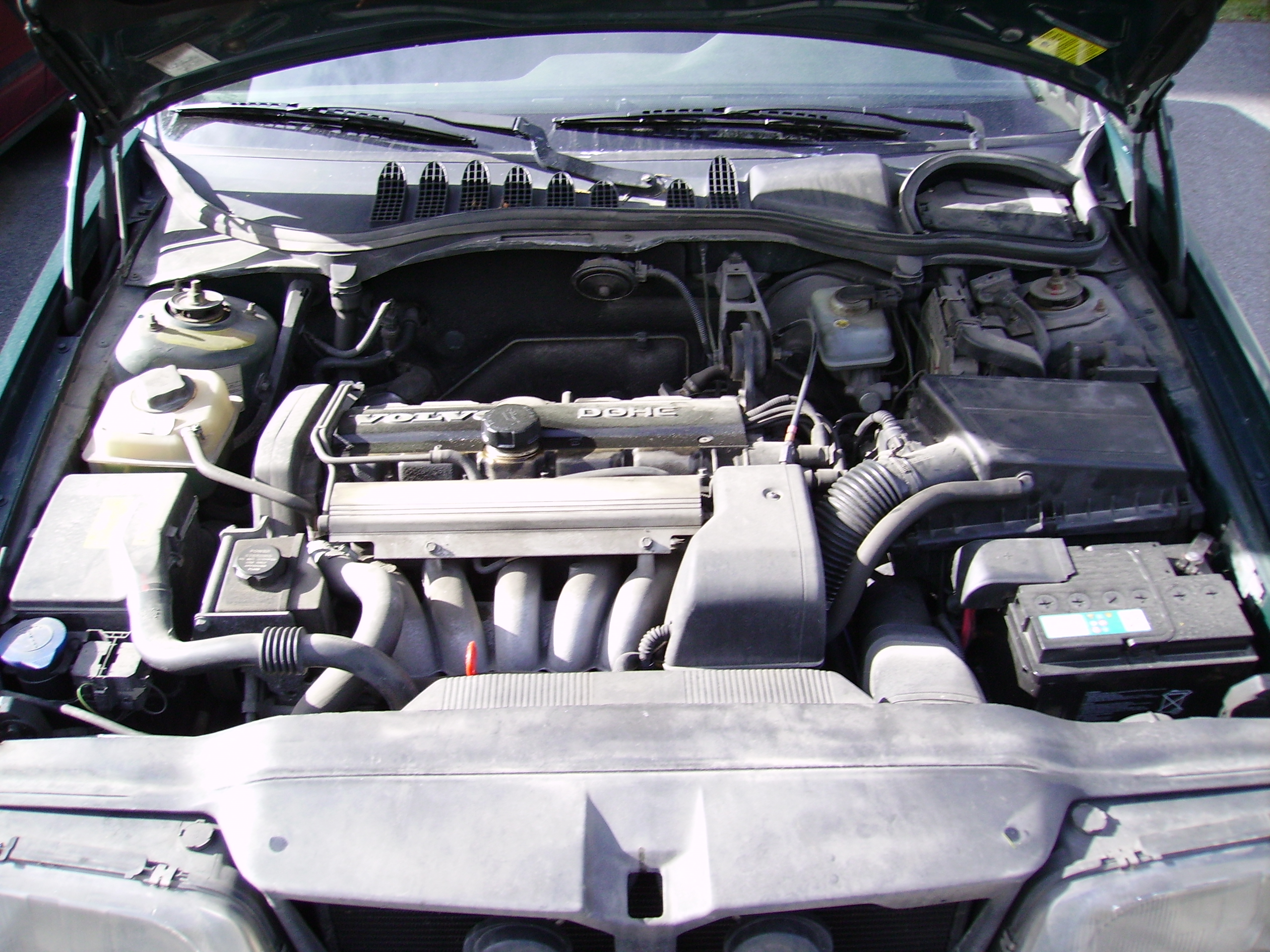
B5252S i en Volvo 850 SE från 1994.

Volvo B5252 är en bensinmotor tillverkad av Volvo. Motorn är 5-cylindrig, har dubbla överliggande kamaxlar och två ventiler per cylinder. Den är närbesläktad med Volvo B5254, men har ett annorlunda utformat topplock. B5252 är utrustad med bränsleinsprutning av fabrikat Fenix.
Motorn erbjöds i Volvo 850 GL och 850 GLE från 1994-1997. 

## Typmatris
| X  | Förklaring              |
| -- | ----------------------- |
| B  | Bensin                  |
| 5  | 5 cylindrar             |
| 25 | 2,435 liters slagvolym  |
| 2  | 2 ventiler per cylinder |
| S  | Sugmotor                |
| F  | Elektronisk insprutning |